# Ernest McCulloch
Ernest Armstrong McCulloch, född 21 april 1926 i Toronto, Ontario, död 19 januari 2011 i Washington, D.C., var en kanadensisk läkare och cellbiolog. Han är framför allt känd för att under 1960-talet tillsammans med James Till ha bevisat existensen av stamceller.
McCulloch genomgick läkarutbildning vid University of Toronto där han blev M.D. 1948. Efter sin examen började han forska vid Lister Institute i London, och 1957 kom han till det nybildade Ontario Cancer Institute där han forskade kring blodbildning och leukemi.
McCulloch blev Fellow of the Royal Society 1999. Han tilldelades 2005 Albert Lasker Award for Basic Medical Research, delat med James Till. McCulloch avled den 19 januari 2011. 